# 이슬람중도당
이슬람중도당(아랍어: حزب الوسط الاسلامي, 영어: Islamic Centrist Party)은 요르단의 정당이다. 2001년에 창당하였고, 요르단 왕실에 협조적이다.

## 같이 보기
- 이슬람 민주주의 정당 목록